# Graham Vigrass
Graham Vigrass (* 17. Juni 1989 in Calgary) ist ein kanadischer Volleyballnationalspieler.

## Karriere
Vigrass begann seine Karriere an der University of Calgary. Mit der Universitätsmannschaft Dinos wurde er 2010 CIS-Meister. Ein Jahr später wurde er als CIS-Volleyballer des Jahres ausgezeichnet. Seinen ersten internationalen Einsatz hatte er bei den kanadischen Junioren, mit denen er 2009 an der Nachwuchsmeisterschaft der NORCECA und 2009 an der Junioren-Weltmeisterschaft teilnahm. 2011 erreichte er mit Kanada den vierten Platz bei der Universiade. 2012 gab der Mittelblocker in einem Spiel gegen die Dominikanische Republik sein Debüt in der A-Nationalmannschaft und nahm erstmals an der Weltliga teil. Im folgenden Jahr erreichte er mit der Nationalmannschaft den fünften Platz in der Weltliga 2013 und das Endspiel der NORCECA-Meisterschaft. In der Saison 2013/14 spielte Vigrass beim französischen Erstligisten Arago de Sète. 2014 folgte eine weitere Teilnahme an der Weltliga 2014 und bei der WM in Polen wurde Vigrass mit Kanada Siebter. Anschließend wechselte er nach Tunesien zu Étoile Sportive du Sahel und gewann dort den nationalen Pokal. 2015 spielte er in der Weltliga und beim World Cup. Außerdem gewann er die Bronzemedaille bei den Panamerikanischen Spielen in Toronto. In der Saison 2015/16 war der Mittelblocker in der türkischen Liga bei Arkasspor İzmir aktiv und erreichte den dritten Platz der Meisterschaft. Mit Izmir nahm er auch an der Champions League teil. Nach seinem fünften Weltliga-Turnier nahm er an den Olympischen Spielen 2016 teil. Kanada erreichte als Vorrundenzweiter das Viertelfinale und musste sich dann den Russen geschlagen geben. Anschließend wechselte Vigrass zum deutschen Meister Berlin Recycling Volleys. Mit dem Verein erreichte er in der Saison 2016/17 das DVV-Pokalfinale und wurde deutscher Meister. In der folgenden Saison kam Berlin ins Viertelfinale des DVV-Pokals und schaffte die Titelverteidigung in der Bundesliga. Danach verließ er den Verein.